# Polonia w Libanie
Polonia w Libanie – Polacy stanowią nieliczną grupę narodową w Republice Libańskiej, obecnie są to przeważnie Polki zamężne z Libańczykami, dzieci z małżeństw mieszanych oraz polscy duchowni i specjaliści.

## Pierwsze kontakty Polaków z Libanem
Pierwsze wzmianki o pobycie Polaków na obszarach współczesnego Libanu pochodzą z czasów wypraw krzyżowych, w których uczestniczyli polscy możnowładcy, jak również licznych pielgrzymek do Ziemi Świętej. Z tego okresu pochodzi pierwszy zapis pielgrzyma, brata Anzelma z zakonu bernardynów, który zawiera wzmiankę o przejściu przez Liban. Jako pierwszy opisał libańskie ziemie książę Mikołaj Krzysztof Radziwiłł w swym dzienniku z podróży do Jerozolimy, którą odbył w latach 1582–1584.

## XIX wiek
W latach 30. i 40. XIX wieku ożywioną działalność prowadził w Libanie polski misjonarz, jezuita o. Maksymilian Stanisław Ryłło. W Ghazirze zatrzymał się Juliusz Słowacki podczas swojej podróży na Bliski Wschód w 1837 roku.
W okresie wojny krymskiej z inicjatywy Sadyka Paszy Czaykowskiego powstał pułk jazdy kozackiej, złożony przede wszystkim z Polaków. W uznaniu zasług pułk ten został wcielony do gwardii sułtańskiej i oddelegowany do Libanu w 1865 roku. Pierwszym dowódcą tego oddziału był Stefan Gościmiński (Tufan Bej), jego następcą zaś Ludwik Sas Monasterski (Lufti Bej). Po 24 latach istnienia pułk polski w Libanie przestał istnieć.
W latach 1902–1907 gubernatorem Libanu był Polak, Władysław Aleksander Stanisław Czajkowski (Muzaffar Pasza).

## II wojna światowa
W latach 1943–1946 osiedliło się w Libanie około 6000 Polaków, głównie kobiet i dzieci, którzy poprzez Iran i Bliski Wschód wydostali się z ZSRR. W tym okresie w Bejrucie przebywała już niewielka grupa polskich obywateli, która dotarła tam w latach 1939–1942. Po przybyciu na miejsce uchodźcy pozostawali pod opieką Poselstwa Polskiego, reprezentującego oficjalny Rząd Rzeczypospolitej Polskiej w Londynie, uznawany za prawowity przez władze libańskie.
Na początku Polaków przyjmowano w obozie przejściowym w Bejrucie, a następnie osiedlano w Ghazirze, Zuk Mikail, Ajaltun, Baladun, Beit-Chabab, Roumie i Baabdat. Założono szkoły, małą polską bibliotekę z około 500 książkami. Istniały też szpitale dla uchodźców oraz polski kościół w Ghazirze. W Bahamdun i Bhannes utworzono polskie sanatoria. Bejruckie radio „Lewant” transmitowało od listopada 1941 r. codzienne, regularne programy dla Polskiej Armii na Bliskim Wschodzie, a od lutego 1942 r. polskie audycje nadawane były dwa razy dziennie. Pod koniec lat 40. powstał przy francuskich kwaterach wojskowym w Bejrucie, polski cmentarz (podczas libańskiej wojny domowej znalazł się tuż przy „zielonej linii” dzielącej miasto i w wyniku bombardowań uległ kompletnemu zniszczeniu; został gruntownie odnowiony w 2010 roku).
W czerwcu 1943 roku przybył do Libanu na wypoczynek gen. Władysław Sikorski i zatrzymał się w Brummanie, malowniczej miejscowości położonej w górach Libanu. W Bejrucie zmarła natomiast znana polska aktorka Hanka Ordonówna.
Ważnym zagadnieniem w życiu emigrantów była organizacja polskiego szkolnictwa na różnym poziomie nauczania. W sumie założono wtedy 15 placówek oświatowych, a najwyższa liczba uczniów wynosiła 1286 osób w roku 1947. Liczba polskich studentów na przestrzeni lat 1942–1950 zmieniała się wskutek ciągłej migracji młodzieży. Ogółem przez Bejrut przeszło 400 polskich studentów, z których mniej więcej połowa uzyskała dyplomy ukończenia studiów, między innymi na Uniwersytecie św. Józefa, w Wyższej Szkole Sztuk Plastycznych oraz na Uniwersytecie Amerykańskim w Bejrucie. Studenci kształcili się w dziedzinach medycznych, naukach społecznych i politycznych oraz naukach ścisłych i kierunkach artystycznych. Ostateczny wyjazd uchodźców polskich z Libanu nastąpił w lipcu 1950 roku i dodatkowo zimą 1951 roku.
Z ogólnej liczby około 6000 osób tylko 607 powróciło do Polski, reszta rozproszyła się po całym świecie. Około 200 Polaków pozostało i zintegrowało się ze społeczeństwem libańskim.
W dowód wdzięczności Rząd Polski na Uchodźstwie przyznał ówczesnemu prezydentowi Republiki Libańskiej, Biszarze al-Churiemu najwyższe polskie odznaczenie – Order Orła Białego, a premier Rijad as-Sulh, minister spraw zagranicznych, Hamid Farandżijja oraz minister skarbu, Hussajn Oueini i były minister spraw zagranicznych Henry Faraon zostali odznaczeni orderem Polonia Restituta.

## Czasy współczesne
Przez wiele lat mieszkający w Libanie Polacy nie mieli możliwości kontaktowania się między sobą ze względu na trwającą w latach 1976–1990 wojnę domową. Poza tym niechętny stosunek do miejscowej Polonii wykazywały komunistyczne władze PRL. Sytuacja zmieniła się dopiero na początku lat 90. W 1991 roku powstał „Klub Polski”, przekształcony w następnym roku w Stowarzyszenie „Wspólnota Polska w Libanie”. Głównym celem działalności tej organizacji jest podtrzymywanie tradycji, kultury i języka ojczystego, jak również zachowanie świadomości polskiego pochodzenia u dzieci urodzonych w tym kraju. Wspólnota Polska sprawuje także opiekę nad miejscami pamięci narodowej oraz propaguje kulturę polską wśród Libańczyków. W 1992 roku rozpoczęła działalność prowadzona przez to stowarzyszenie „Szkoła Kultury i Języka Polskiego”. W marcu 1997 roku ukazał się pierwszy numer miesięcznika „Polskie Cedry”.
Dużą rolę w podtrzymywaniu kontaktu z ojczyzną odgrywali żołnierze Polskiego Kontyngentu Wojskowego, który stacjonował w Libanie w latach 1992–2009.
Ważnym wydarzeniem w życiu libańskiej Polonii było spotkanie z papieżem Janem Pawłem II, podczas jego pielgrzymki w maju 1997 roku.
Podczas konfliktu izraelsko-libańskiego w 2006 roku część Polaków, głównie kobiety i dzieci, została czasowo ewakuowana do Polski.